# The B-52’s
The B-52’s är ett amerikanskt rockband bildat hösten 1976 i Athens i Georgia. Namnet är taget efter en speciell damfrisyr som påminner om noskonen till det amerikanska bombplanet Boeing B-52 Stratofortress. Gruppen räknas som grundläggande för den alternativa musiken. Den har bestått av sångarna Kate Pierson, Cindy Wilson, och Fred Schneider, gitarristen Ricky Wilson (Cindys äldre bror) och Keith Strickland på trummor i olika konstellationer.

## Historik
Att bandet överhuvudtaget kom till berodde på en överförfriskad kväll på en kinakrog. Ingen i gruppen hade egentligen någon musikalisk erfarenhet, och sina första framträdanden gjorde man med förinspelade gitarrer och trummor.
1978 kom gruppens första singelskiva, "Rock Lobster". Låten blev en hit inom undergrounden och den gjorde att man fick uppträda på den legendariska klubben CBGB. Nästföljande år kom debutalbumet The B-52’s, och två år senare albumet Wild Planet som blev en större framgång än debuten. Gruppen räknades in i new wave-rörelsen, men deras musik var mycket mer experimentell än traditionella new wave-band. Konstiga synth-ljud och sångarinsatser var gruppens kännetecken.
På hösten 1985 avled Ricky Wilson. Senare framkom det att han hade dött i aids. Gruppen gjorde sitt album Bouncing Off the Satellites som släpptes 1986, men i skuggan av Wilsons död gick det inte för gruppen att arbeta. Medlemmarna gick under jorden i tre år innan albumet Cosmic Thing släpptes 1989. Detta album kom att bli gruppens mest framgångsrika album med låtar som Deadbeat Club, Roam, samt gruppens i dag mest kända låt, Love Shack.
Gruppen släppte ett album till, 1992. Cindy Wilson hade då redan lämnat gruppen 1990. The B-52’s gjorde en återföreningsturné 1998 i samband med att samlingsalbumet Time Capsule (ett album som innefattade hela deras karriär) släpptes. 2008 hade Cindy återvänt, och gruppen släppte både ny skiva och turnerade i Europa.

## Medlemmar
Nuvarande medlemmar
- Fred Schneider – sång (1976– )
- Kate Pierson – sång (1976– ), keyboard (1976–1989)
- Cindy Wilson – sång (1976–1990, 1996– )
- Keith Strickland – sologitarr (1985– ), rytmgitarr, trummor, keyboard, programmering, bakgrundssång (1976– )

TIdigare medlemmar
- Ricky Wilson – sologitarr, basgitarr, keyboard, bakgrundssång (1976–1985; död 1985)

Nuvarande turnerande medlemmar
- Tracy Wormworth – basgitarr (1992– )
- Sterling Campbell – trummor (1992–2000, 2007– )
- Greg Suran – sologitarr (2013– )
- Ken Maiuri – keyboard, rytmgitarr (2016– )

Tidigare turnerande medlemmar
- Paul Gordon – keyboard, rytmgitarr (2007–2016; död 2016)
- Pat Irwin – keyboard, rytmgitarr (1989–2007)
- Zack Alford – trummor (1989–1992, 2000–2007)
- Julee Cruise – sång (1992–1994)
- Sara Lee – basgitarr (1989–1992)

## Bilder

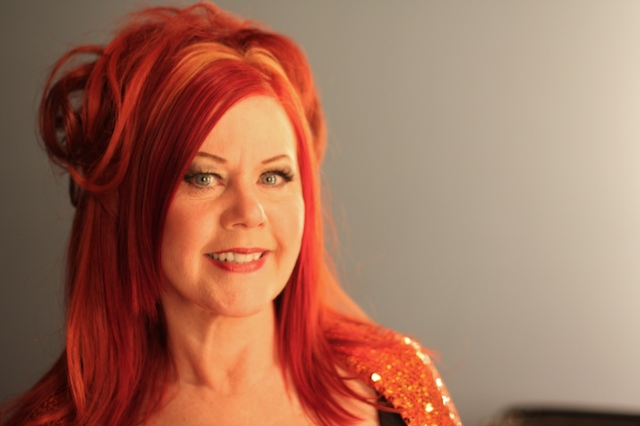
Kate Pierson
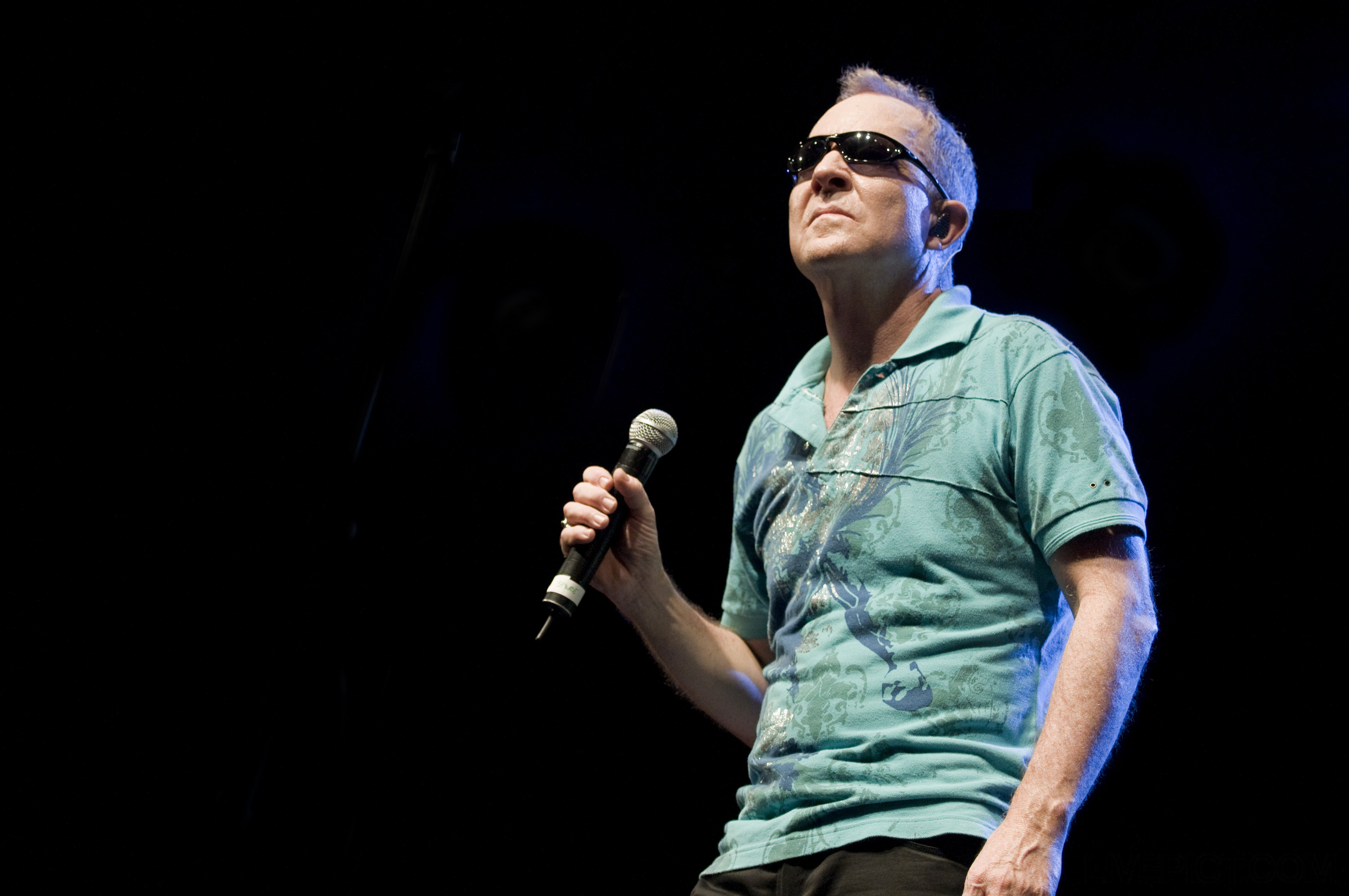
Fred Schneider
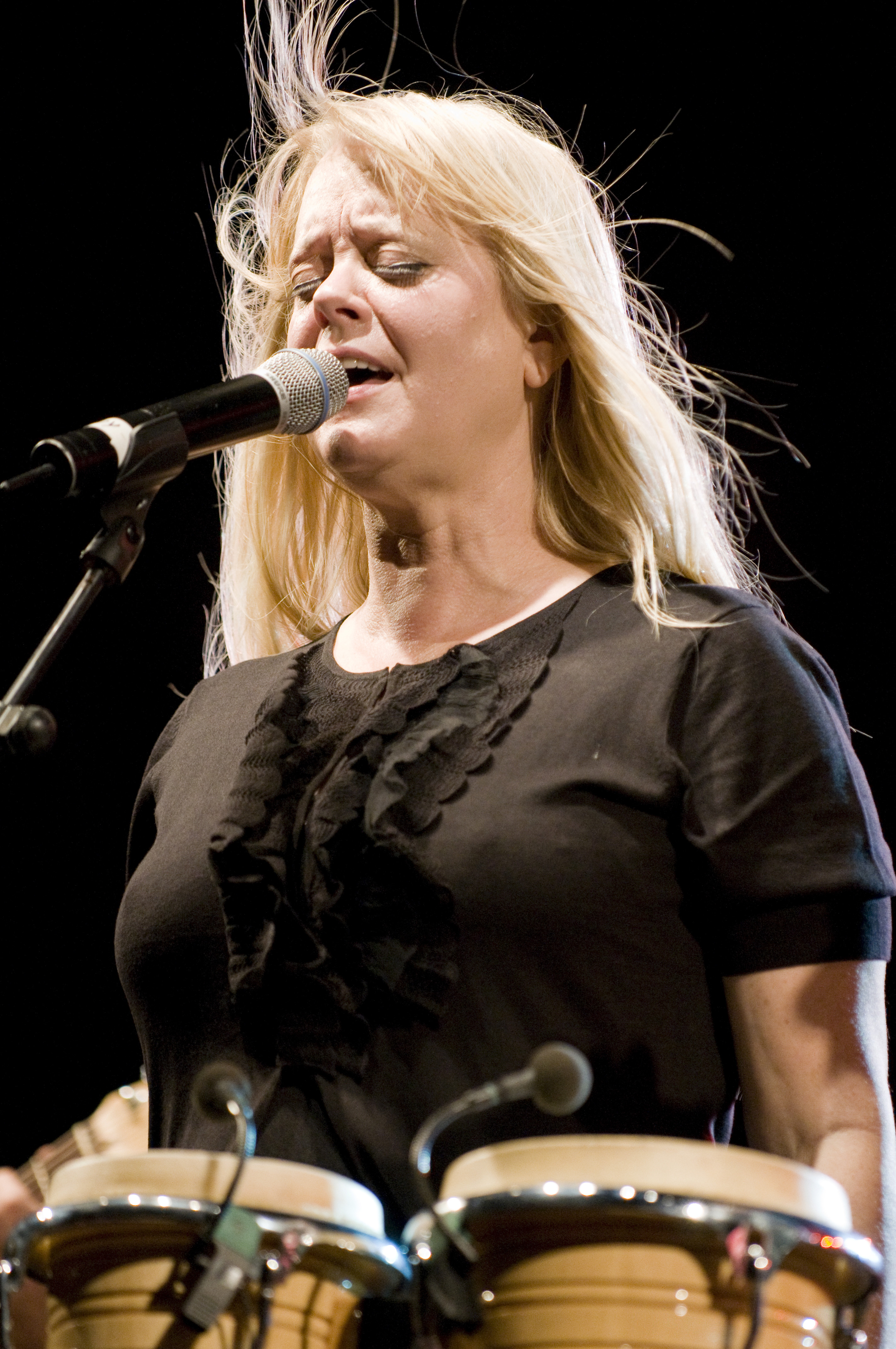
Cindy Wilson
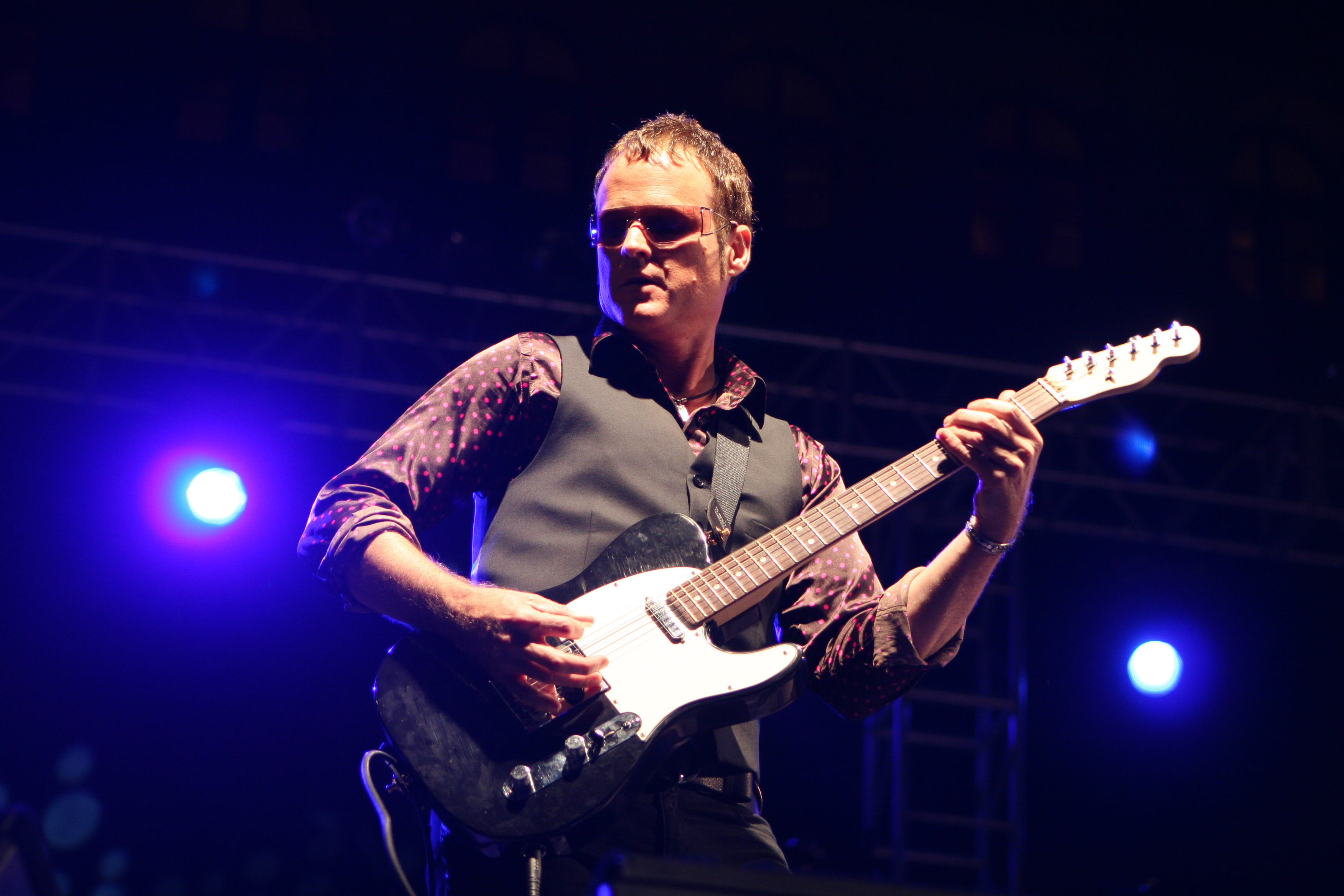
Keith Strickland
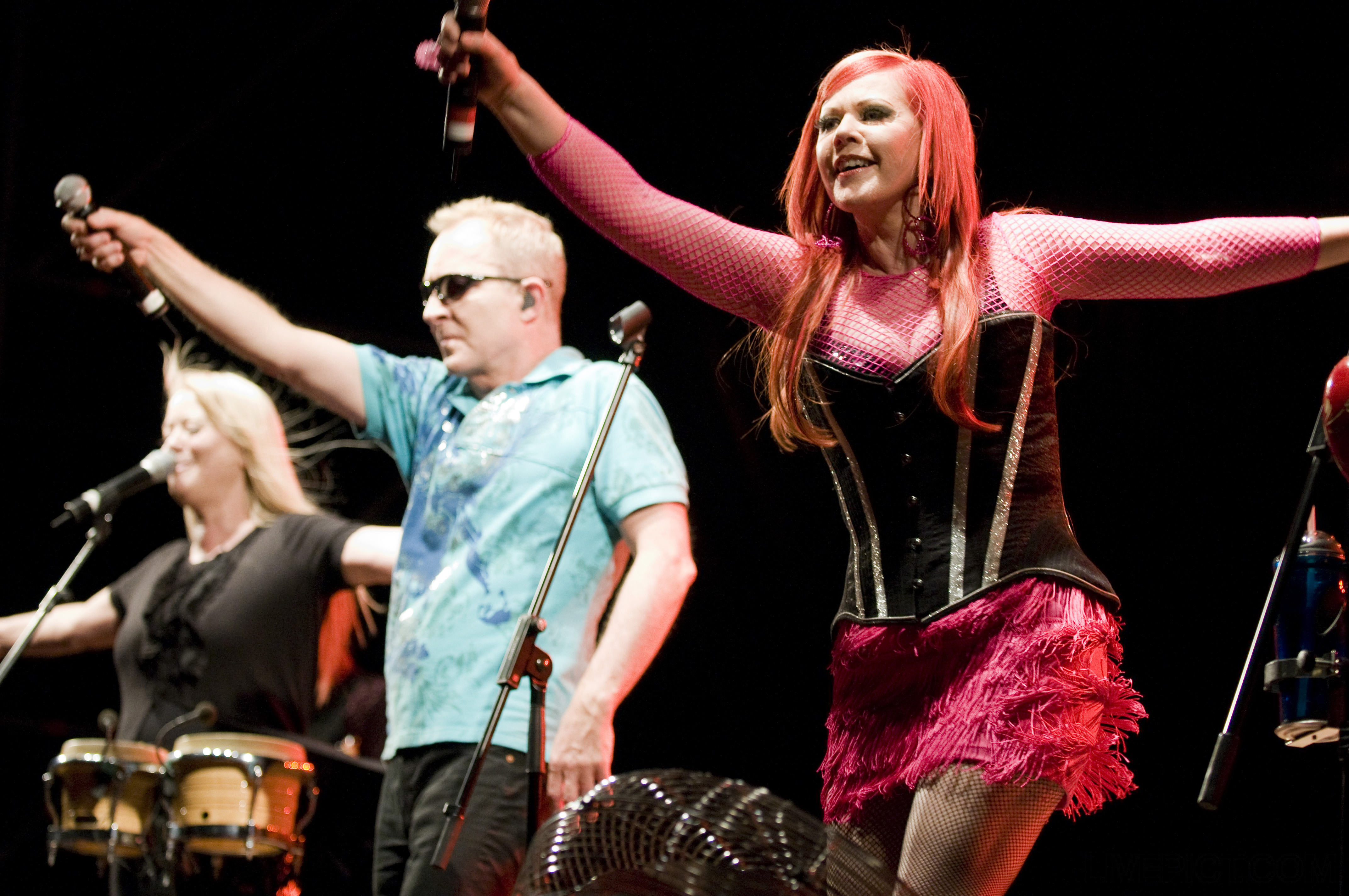
The B-52’s live 2008
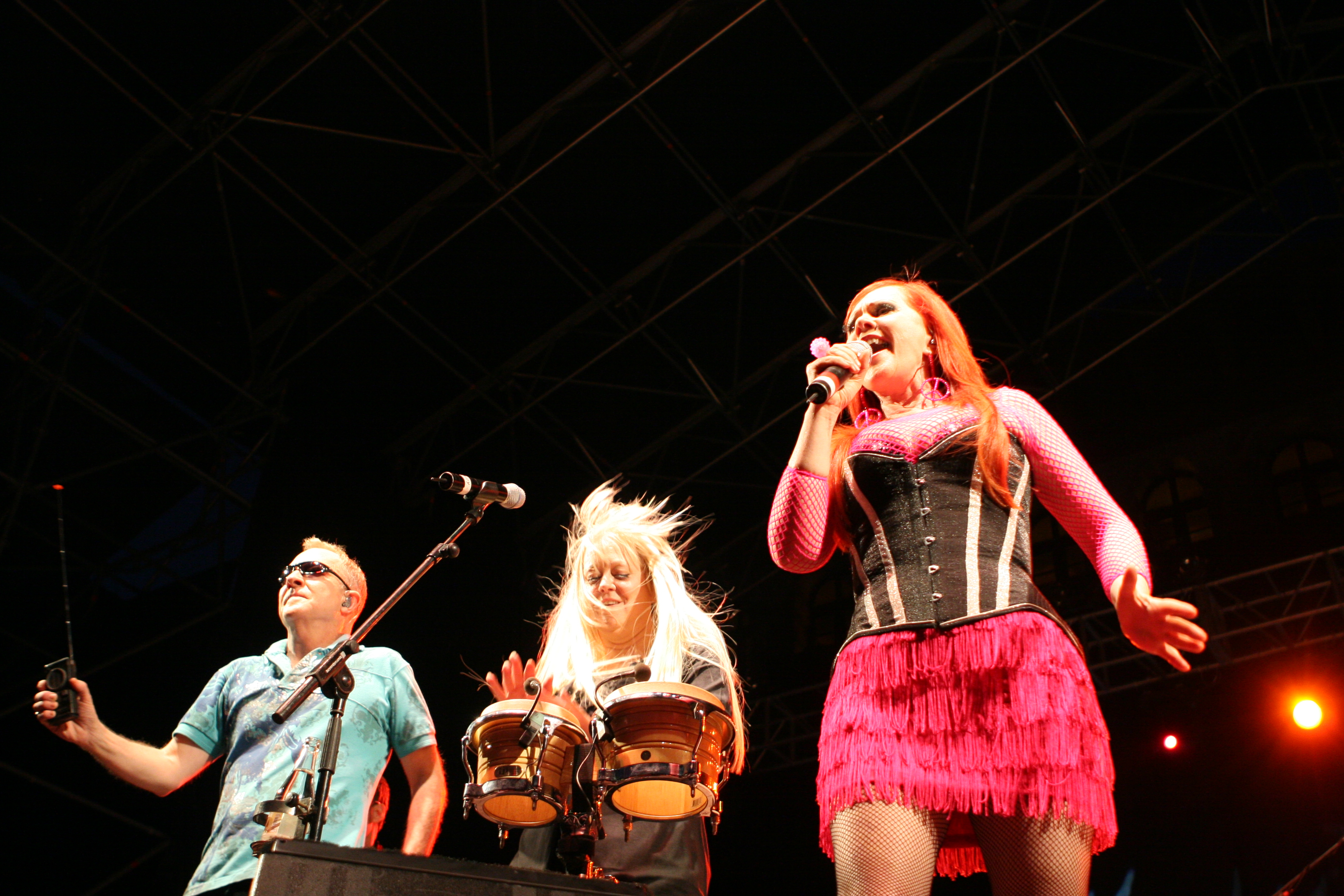
Live i Barcelona 2008
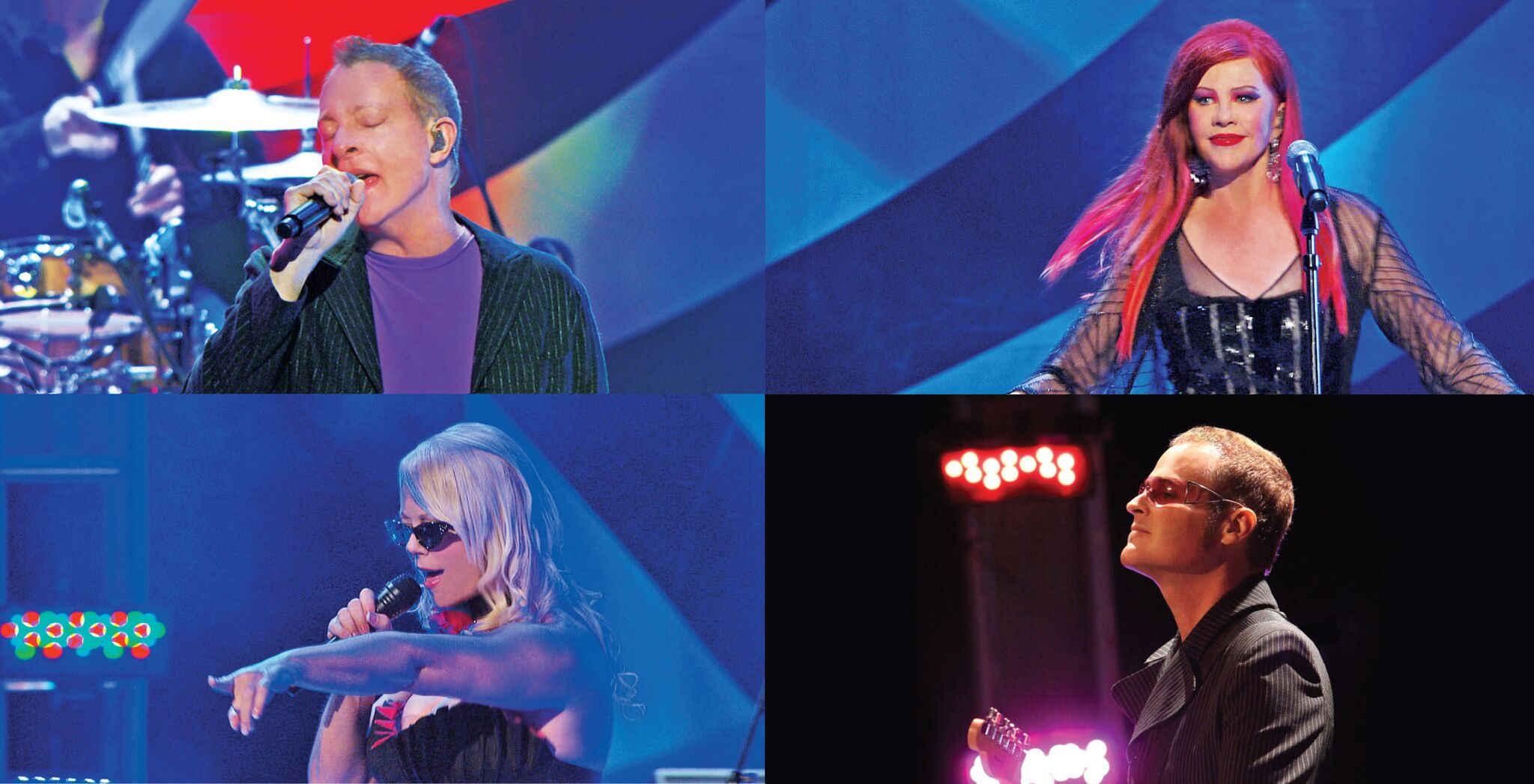
The B-52’s live 2011
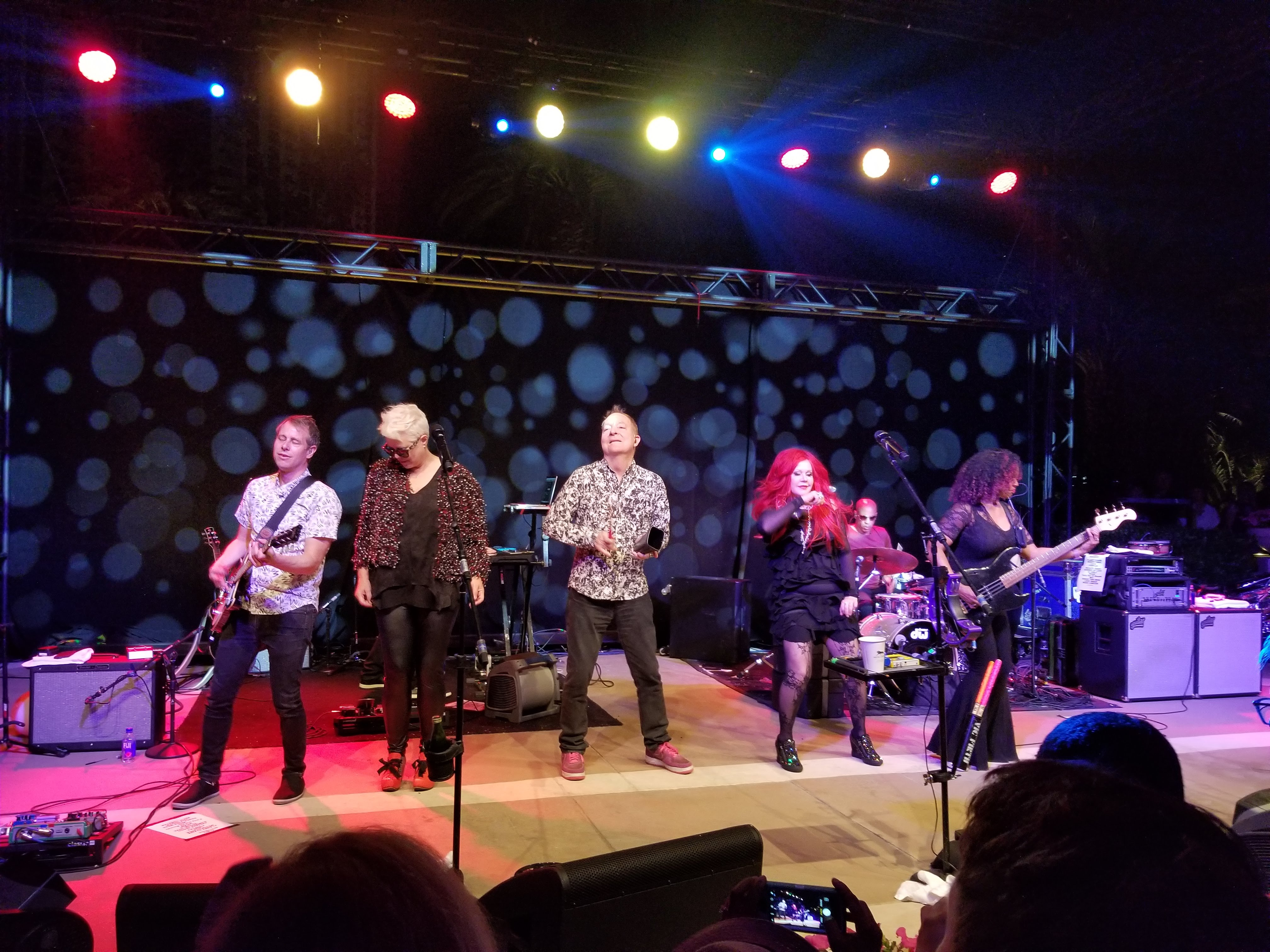
Live i Las Vegas 2018

## Diskografi
Placering på svenska topplistan om uppgift funnits.
Studioalbum
- 1979 – The B-52’s
- 1980 – Wild Planet
- 1983 – Whammy! (29)
- 1986 – Bouncing Off the Satellites
- 1989 – Cosmic Thing (38)
- 1992 – Good Stuff (36)
- 2008 – Funplex

EP
- 1982 – Mesopotamia (21)

Livealbum
- 2011 – With the Wild Crowd!: Live in Athens, GA
- 2015 – Live! 8-24-1979
- 2015 – West Park, Chicago, 1979

Samlingsalbum
- 1981 – Party Mix (23)
- 1990 – The Best of the B-52's – Dance This Mess Around
- 1991 – Party Mix! – Mesopotamia
- 1998 – Time Capsule: Songs for a Future Generation
- 2002 – Nude on the Moon: The B-52's Anthology